# 首投族國政觀察團
首投族國政觀察團（first voter group）於2011年7月中開始籌備，同年9月正式成立。為總團長台大政治系陳乙棋號召二十餘所大專院校學生自治組織聯合成立。
設有總團長陳乙棋（前台大學生會會長）、發言人林聖象（前台科大學生會副會長），以及政策部長徐維遠、公關部長徐巧芯、行政部長潘忻人、文書部長黃世惠。
主要訴求是為了讓「首投族」的聲音能夠在2012的總統大選被總統候選人聽見，呼籲各政黨候選人能重視青年政策。而「首投族國政觀察團」也提出七大政策，包含：「救」學貸款、調整學費、提升「校」能、產學合作、我要工作、安心成家、環境永續。
截至目前為止，「首投族國政觀察團」已到北中南辦了六場青年論壇、五場記者會，海內外皆有記者前來報導，其中包含國內媒體，還有日本NHK新聞、新加坡新傳媒電視、香港無綫新聞等。
「首投族國政觀察團」於2011年12月28日公布請願書和青年民調，希望透過無論哪黨候選人當選後，能參照請願書內容落實年輕人的心聲。同場記者會中也宣布和國光客運的合作案，凡25歲以下學生，搭乘國光客運在選前享有半票優惠。2012年1月8日，「首投族國政觀察團」在台大集思會議廳達文西廳辦「Vote For Love」記者會，安排國立中央大學的情侶徐意婷和許晏銘扮演新娘、新郎，國立陽明大學蔡仁富扮演證婚人，呼籲「首投族」選你所愛、愛你所選，邀大家一起實踐公民權、返鄉投票。
團內成員後來有不少都投身政界，在國親兩黨均有一定發展，如公關部長徐巧芯當選臺北市議會議員及第十一屆立法委員，而團長陳乙棋曾任親民黨青年團團長、政策部長徐維遠則先後為新北市市長侯友宜和立法委員蔣萬安擔任幕僚。